# Бун, Дебби
Де́бби Бун (англ. Deborah Anne "Debby" Boone; род. 22 сентября 1956) — американская певица.
Наиболее известна по хиту 1977 года «You Light Up My Life». Песня стала хитом, который провел 10 недель на 1-м месте в Billboard Hot 100, и в итоге на ближайшей церемонии Дебби Бун выиграла «Грэмми» в категории «Лучший новый исполнитель». Позднее Дебби Бун сосредоточилась на музыке кантри. В 1980 году её песня «Are You on the Road to Lovin’ Me Again» достигла 1-го места в кантри-чарте «Билборда». В 1980-х годах певица записывала христианскую музыку, четыре раз войдя в первую десятку в чарте альбомов жанра современной христианской музыки и завоевав ещё две премии «Грэмми». Также на протяжении своей карьеры Бун принимала участие в нескольких сценических постановках мюзиклов и была соавтором (со своим мужем Габриэлем Феррером) нескольких детских книг.

## Дискография
- См. статью «Debby Boone discography» в английском разделе.

## Премии и номинации
- См. статью «Debby Boone § Awards» в английском разделе.